# Cranioleuca semicinerea
Cranioleuca semicinerea là một loài chim trong họ Furnariidae.